# 8310 Seelos
8310 Seelos (1996 PL2) là một tiểu hành tinh vành đai chính được phát hiện ngày 9 tháng 8 năm 1996 bởi JPL/GEODSS NEAT ở Haleakala.